# Манульцево
 Манульцево — деревня в Ивановском районе Ивановской области. Входит в состав Богданихского сельского поселения.

## География
Находится в центральной части Ивановской области на расстоянии приблизительно 16 км на юг-юго-восток по прямой от вокзала станции Иваново на левом берегу речки Уводь.

## История
В 1859 году здесь (тогда деревня Шуйского уезда Владимирской губернии) было учтено 12 дворов, в 1902 — 15.

## Население
Постоянное население составляло 65 человек (1859 год), 58 (1902), 6 в 2002 году (русские 100 %), 7 в 2010.